# Legionärernas uppror och pogromen i Bukarest

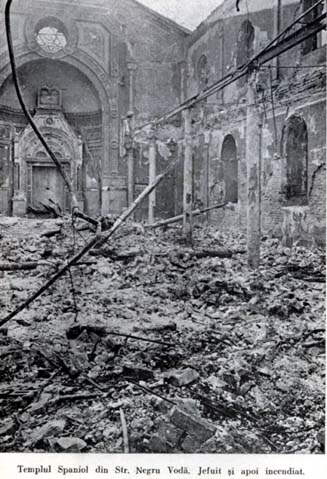
Pogromen i Bukarest

Legionärernas uppror och pogromen i Bukarest ägde rum mellan 21 och 23 januari 1941 i Bukarest i Rumänien. På grund av Rumäniens diktator Ion Antonescus nedmontering av det fascistiska Järngardets privilegier gjorde dessa upplopp i huvudstaden. Under upploppet iscensatte Järngardet, som var intensivt antisemitiskt, en pogrom på huvudstadens judar. 125 judar avled under pogromen liksom trettio soldater under upproret innan Järngardet slogs ned av regeringens styrkor. Upproret kvästes och resulterade i att Järngardet förbjöds.